# Ponacza
Ponacza (lit. Panočiai) − wieś na Litwie, zamieszkana przez 320 ludzi, w rejonie orańskim, 19 km na południowy wschód od Oran.
Wieś królewska położona była w końcu XVIII wieku w starostwie niegrodowym koniawskim w powiecie lidzkim województwa wileńskiego.